# Unpōtō
El unpōtō (運砲筒?) fue un sistema de transporte de artillería y munición empleado en submarinos japoneses durante la Segunda Guerra Mundial.

## Historia
Debido a la superioridad aérea estadounidense desde 1943, resultaba imposible emplear buques de transporte para aprovisionar a las tropas japonesas, dado que los ataques aéreos aniquilarían cualquier convoy convencional. Por ello se inició el Tokyo Express, empleando veloces destructores que podían llevar suministros y regresar en una noche, quedando a salvo de la aviación aliada. El problema era la imposibilidad de trasportar artillería en un destructor. Para subsanarlo en la medida de lo posible, se decidió el empleo de submarinos de transporte, en cuya cubierta de popa se fijaba un unpōtō.
El unpōtō consistía en un par de cilindros huecos y herméticos, colocados en paralelo y unidos mediante una plataforma superior, en la que se anclaba una pieza de artillería. Asimismo contaba con las plantas propulsoras de dos torpedos. La longitud total era de 21,5 metros, con 4 de anchura. El peso sin carga era de 20 toneladas, y tras colocar la pieza de artillería y su munición, podía alcanzar las 37 toneladas.
Una vez cerca de su objetivo, el unpōtō era liberado del submarino. Gracias a sus motores se aproximaba por sí mismo a la costa desarrollando una velocidad de seis nudos, y al alcanzar la misma los soldados japoneses tan sólo tenían que enganchar la pieza de artillería a un vehículo y trasladarla a su ubicación.